# Corfu (stad)

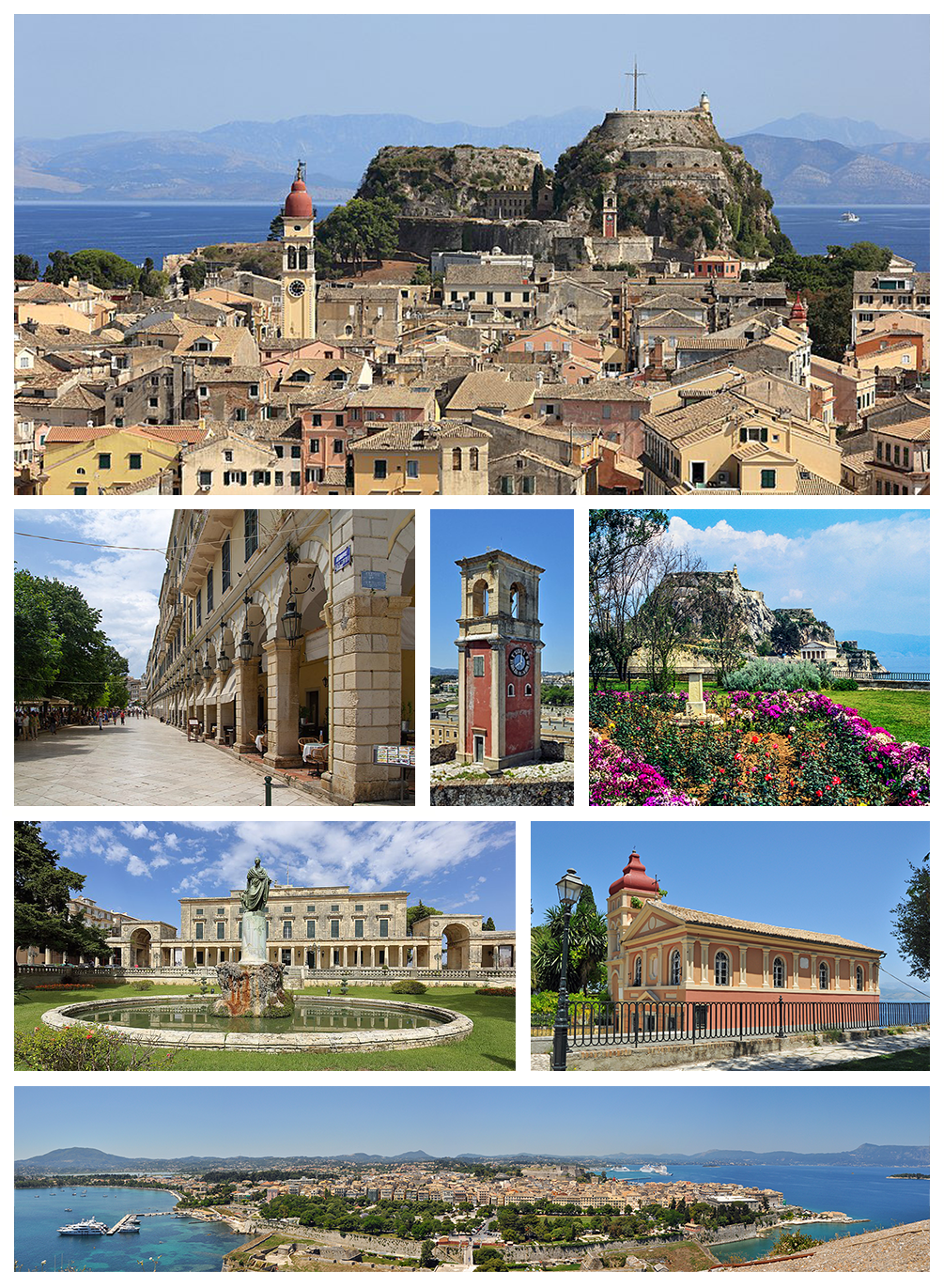
Corfu

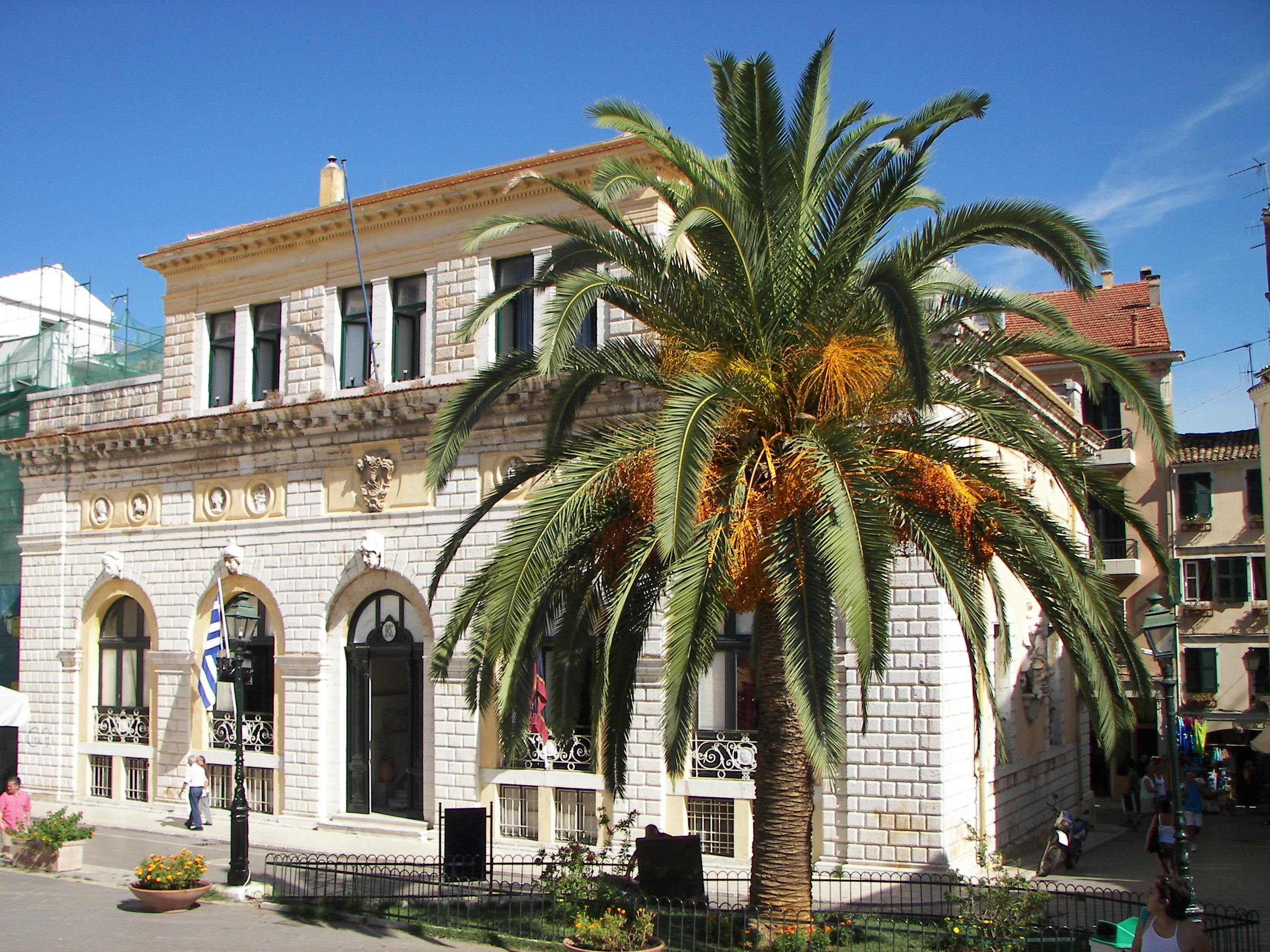
Stadhuis van Corfu

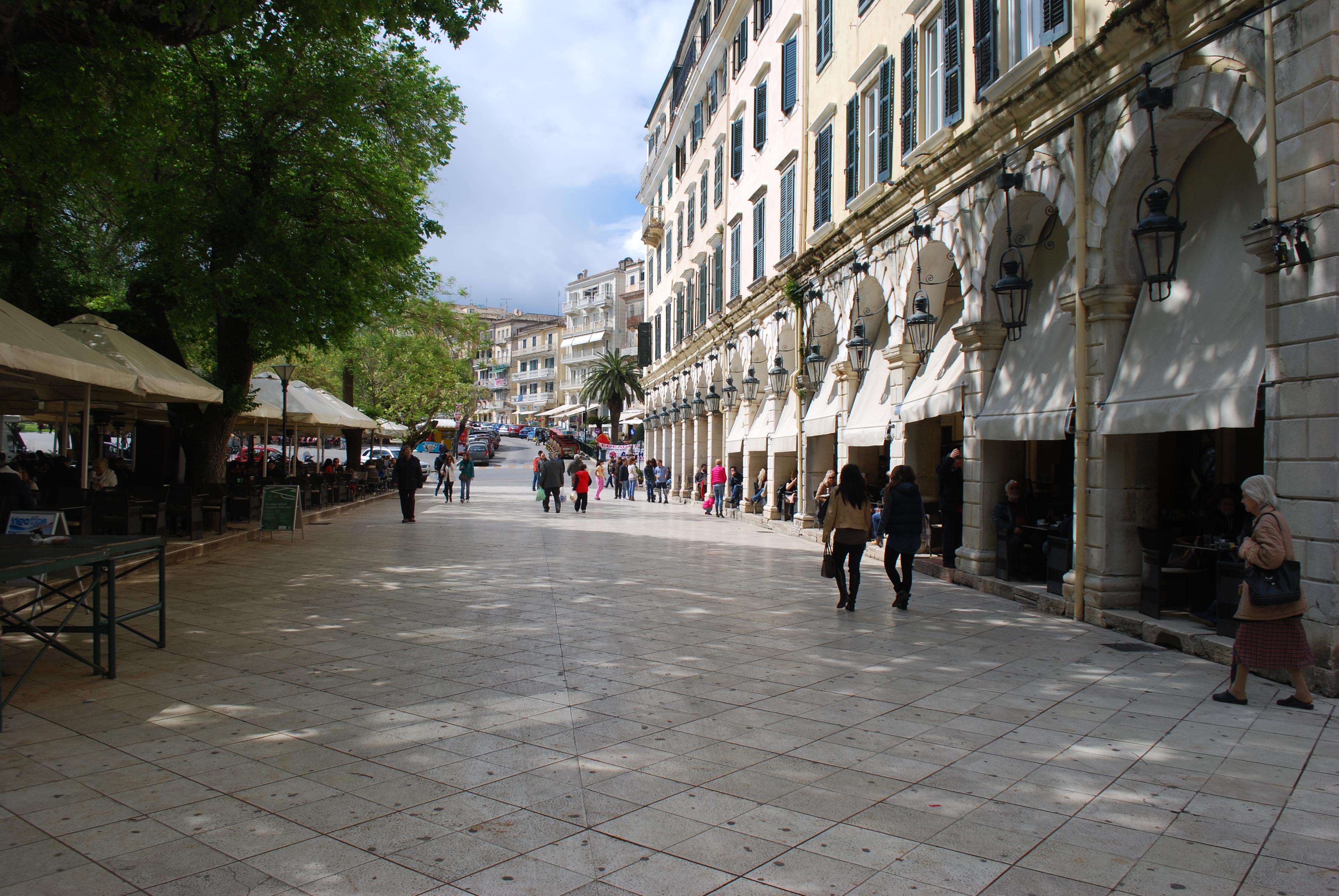
Het Spianadaplein

Corfu (Grieks: Κέρκυρα, Kerkyra) is de hoofdstad van het Griekse eiland Corfu. De stad telt 40.047 inwoners (2021) en maakt sinds 2019 deel uit van de gemeente Kendriki Kerkyra ke Diapondia Nisia (Centraal Corfu en Diapontische Eilanden). Ze is ook de hoofdplaats van de periferie Ionische Eilanden. De stad is een toeristische trekpleister en speelt sinds de 8e eeuw een rol in de geschiedenis van de regio.
De stad wordt gedomineerd door twee vestingen, de Oude en de Nieuwe Vesting, waaraan ze haar bijnaam Kastropolis (Kastelenstad) te danken heeft. De oude binnenstad wordt gekenmerkt door smalle steegjes. Langs de haven ligt een boulevard in Franse stijl. In 2007 werd de binnenstad ingeschreven op de werelderfgoedlijst van UNESCO.

## Geschiedenis
Rond 590 v.Chr. werd in het antieke Corfu een tempel voor de godin Artemis gebouwd, waarvan nog maar weinig resten over zijn. Zo'n 300 jaar later werd Corfu de eerste Griekse stad die toegevoegd werd aan het Romeinse Rijk. In 1204 werd de stad toegevoegd aan de republiek Venetië na een oorlog met het Byzantijnse Rijk. Tijdens de Venetiaanse heerschappij werd de stad drie keer door de Ottomanen aangevallen: in 1537, in 1571 en in 1716. Al deze aanvallen werden afgeslagen. Na het eerste beleg werd de Nieuwe Vesting gebouwd, als versterking voor de reeds bestaande Oude Vesting.
Bij het teloorgaan van de republiek Venetië werden de Ionische eilanden geannexeerd door de Eerste Franse Republiek en Corfu werd hoofdstad van het departement Corcyre. In 1798 probeerde het Ottomaanse Rijk Corfu opnieuw te veroveren, wat met de steun van Rusland deze keer wel lukte. De Ionische Eilanden werden een protectoraat van het Ottomaanse Rijk onder de naam Republiek van de Zeven Eilanden, waarvan Corfu de hoofdstad werd. In 1807 kwamen de stad weer onder Franse heerschappij, als deel van de Illyrische Provincies. Deze keer was Corfu niet de hoofdstad, maar Ljubljana.
In 1815 werd door het Congres van Wenen de Verenigde Staten van de Ionische Eilanden opgericht, een Brits protectoraat, waarvan Corfu de hoofdstad werd. Negen jaar later, in 1824, werd door de Britten de Ionische Academie opgericht, de voorloper van de Ionische Universiteit. In 1846 werd het gehele eiland Corfu vreedzaam ingelijfd door Griekenland. Een deel van de fortificaties die op het eiland aanwezig waren, werden bij die gelegenheid door de Britten afgebroken, zoals afgesproken met de Grieken.
Tijdens de Tweede Wereldoorlog kwam Corfu eerst onder Italiaanse bezetting en daarna onder Duitse. Tijdens de Duitse heerschappij werd het merendeel van de Joden van het eiland gedeporteerd naar het concentratiekamp Auschwitz-Birkenau; slechts 120 van de 1800 gedeporteerde Korfiotische Joden keerden terug. Het eiland werd bevrijd door de Britse troepen. 

## Geografie

### Stadsdelen
De stadsdelen van Corfu zijn:
| - Paleòpolis - Nèo Froùrio - Paleò Froùrio-Aghios Geòrgios - Faliraki - Aghios Vlàsios-Old Port - New Port - Platytèra - Sarròko-Kostèlla - Menekràtous - Anàlipsi - Aghia Triàs - Neràtsicha - Anemòmylos-Aghios Iàsson - Figarèto-Kardàki - Stratià - Kyrà Chrysikoù | - Aghios Spyridon - Spianàda-Listòn - Aghios Antònios - Aghios Iàkovos - Mandràki - Aghios Ioànnis - Garitsa - Kanòni - Kanàlia - Alepoù - Potamòs - Kontòkali - Evropoùloi - Gouvià - Kommèno - Templòni |

## Bezienswaardigheden

### Burgerlijke bouwwerken
- De Nieuwe Vesting: Het nieuwe fort, gelegen op de Sint-Marcusheuvel, werd gebouwd na de mislukte belegering van Corfu door de Ottomanen in 1537 als extra versterking voor de stad.
- De Oude Vesting: Op een schiereiland voor de stad ligt de oude vesting. Het bouwwerk werd door de Byzantijnen en de Venetiërs versterkt en uitgebreid.
- Het Paleis van Sint-Michaël en Sint-George: Aan de noordzijde van het Spianadaplein ligt het paleis van Sint-Michaël en Sint-Joris, een voormalige koninklijke residentie die nu het museum voor Aziatische kunst herbergt.
- Het Spianadaplein: Het Spianadaplein of Esplanade is het grootste plein van Griekenland, gelegen voor de Oude Vesting. Aan de kant van de oude stad bevindt zich een esplanade gebouwd in Franse stijl.
- Het stadhuis van Corfu: Vroeger het Nobile Teatro di San Giacomo di Corfù, een theater.

### Religieuze bouwwerken
- Antivouniotissakerk: Deze kerk is de oudste kerk van Corfu en stamt uit de 15e eeuw. Hier valt Byzantijnse kunst te bewonderen.
- De Sint-Spyridonkerk: De Sint-Spyridonkerk is de meest bekende kerk van het eiland en heeft de grootste klokkentoren van de Ionische eilanden. Het 16e-eeuwse bouwwerk bevat de stoffelijke resten van de heilige Spyridon, aan wie de kerk is gewijd.

### Musea
- Archeologisch Museum
- Museum voor Aziatische Kunst
- Papiergeldmuseum
- Servisch Museum

## Politiek

### Burgemeesters
Tot 1866 had Corfu geen burgemeesters. Deze lijst toont bijgevolg de personen die de functie bekleedden vanaf 1866:
| - Nikolaos V. Manesis (1866–1870) - Christodoulos M. Kiriakis (1870–1879) - Georgios Theotokis (1879–1885) - Ioannis Padovas (1885-1887) - Michael Theotokis (1887–1895) - Angelos Psoroulas (1895–1899) - Dimitrios Kollas (1899–1911) - Ioannis Mavrogiannis (1914–1925) - Spiridon Kollas (1925–1951) - Stamatios Desyllas (1951–1955) - Maria Desylla-Kapodistria (1956–1959), de eerste vrouwelijke burgemeester van Griekenland - Panagiotis Zafiropoulos (1959–1964) | Spyros Rath (1964–1967) Konstantinos Alexopoulos (1974–1975) Spyros Rath (1975–1978) Ioannis Kourkoulos (1979–1990) Chrisanthos Sarlis (1991–2002) Alexandros Mastoras (2003–2006) Sotirios Micallef (2007–2010) Ioannis Trepeklis (2011–2014) Kostas Nikolouzos (2014–2019) Merope Hydraiou (2019–2023) Stepanos Poulimenos (2023-) |

## Geboren in Corfu
- Prins Philip (1921-2021), prins-gemaal van het Verenigd Koninkrijk, echtgenoot van koningin Elizabeth II

## Verkeer en vervoer
De stad is per boot te bereiken vanuit Brindisi, Igoemenitsa, Patras en Sarandë in de tegenoverliggende Albanese prefectuur Vlorë.
Daarnaast beschikt de stad Corfu over een internationale luchthaven, genoemd naar de eerste president van Griekenland en Korfioot Ioannis Kapodistrias. In 2024 maakten ruim 4,3 miljoen personen gebruik van het vliegveld.

## Sport
Corfu is de enige plaats in Griekenland waar cricket populair is. De sport is geïmporteerd naar het eiland tijdens de Britse overheersing. De Helleense Cricketfederatie heeft haar hoofdkwartier in Corfu.
In de Super League, de hoogste afdeling van het Griekse voetbal, was Corfu voor het laatst in 2017 vertegenwoordigd.

## Partnersteden
| - Belgrado (Servië) - Bethlehem (Verenigde Staten) - Brindisi (Italië) - Carovigno (Italië) - Famagusta (Cyprus) - Gold Coast (Australië) - Ioannina (Griekenland) - Koper (Slovenië) | Kruševac (Servië) Meißen (Duitsland) Paphos (Cyprus) Sarandë (Albanië) Troisdorf (Duitsland) Vathy (Griekenland) Verona (Italië) |

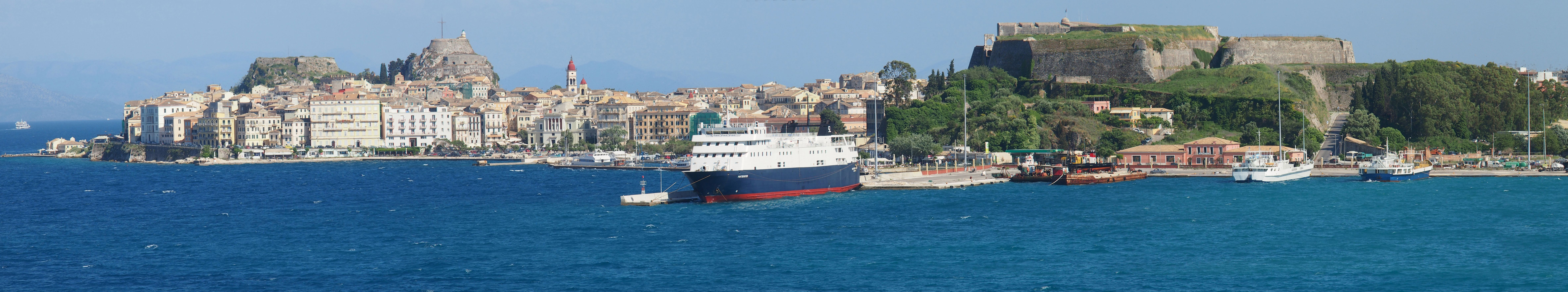
Panorama van de oude stad met links de Oude Vesting en rechts de Nieuwe Vesting

- Bibliothèque nationale de France: cb153082883 (data)
- Gemeinsame Normdatei: 4192393-5
- Library of Congress Control Number: n80024459
- Nationale Bibliotheek van Tsjechië: ge128926
- Nationale Bibliotheek van Israël: 987007562080905171
- Système universitaire de documentation: 027629252
- Virtual International Authority File: 168670613
- WorldCat: E39PBJq6XwWytYxwcqRfrxqhHC

Akropolis van Athene · Oude stad Corfu · Historisch centrum met klooster van de Heilige Johannes "de Theoloog" en grot van de Apocalyps op het eiland Patmós · Tempel van Apollon Epikourios · Athos · Delos · Delphi · Heiligdom van Asklepios in Epidaurus · Vroeg-christelijke en byzantijnse monumenten in Thessaloniki · Kloosters van Dafni, Osios Loukas en Nea Moni · Meteora · Middeleeuwse stad Rhodos · Archeologisch Mycene en Tiryns · Archeologisch Mystras · Archeologisch Olympia · Pythagoreion en Heraion van Samos · Archeologische site van Aigai · Archeologische site van Philippi